# Meanwhile, Back in Communist Russia...
Meanwhile, Back in Communist Russia… (MBICR) — британський музичний гурт, який співав у стилі пост-рок. Характерним елементом їхньої творчості є речитативи. Також їхню музику часто порівнюють з творчістю музичних колективів Mogwai та Arab Strap.

## Історія гурту
Команда була заснована в 1999 році, студентами Оксфордського університету Тімом Крастоном (англ. Tim Croston, клавішні), Пітом Вільямсом (англ. Pete Williams, гітара), Джеймсом Шеймсом (англ. James Shames, гітара), Емілі Грей (англ. Emily Gray, вокал), Едом Кейрдіром (англ. Ed Carder, вокал) і Марком Гейлорен (англ. Mark Halloran, гітара, драм-машина). Наприкінці існування гурту Ед Кейрдір покинув гурт і був замінений басистом Оллі Клюїтом (англ. Ollie Cluit).
Перший запис була розділений з гуртом Moonkat, який містить пісні «Morning After Pill» (ранок після пігулки).

## Дискографія

### Альбоми
- Indian Ink (2001, Jitter)
- My Elixir; My Poison (2003, Truck Records)

### Сингли
- No Cigar (2000)
- Morning-After Pill (2001)
- I Only Wanted Something Else to Do but Hang Around (2001)